# تشوي بو
تشوي بو (هانغل: 최부) (و. 1454 – 1504 م) هو مؤرخ، وكاتب يوميات، وسياسي من مملكة جوسون، ولد في ناجو، ويحمل رتبة عسكرية فريق أول، توفي في تانتشون ‏، عن عمر يناهز 50 عاماً.